# Episodi di Re di cuori (quinta stagione)
La quinta stagione della serie televisiva Re di cuori è stata trasmessa in Australia sulla rete Nine Network dal 28 aprile al 23 giugno 2021.
In Italia, la serie andrà in onda prima visione assoluta  su Rai 2.
| n° | Titolo originale                             | Titolo italiano | Prima TV AUS   | Prima TV Italia |
| -- | -------------------------------------------- | --------------- | -------------- | --------------- |
| 1  | To Me, To You                                |                 | 28 aprile 2021 |                 |
| 2  | It Had to Be You                             |                 | 5 maggio 2021  |                 |
| 3  | The Unbearable Lightness of Being in Whyhope |                 | 12 maggio 2021 |                 |
| 4  | The Things We Do For Love                    |                 | 19 maggio 2021 |                 |
| 5  | Scream The Impossible Scream                 |                 | 26 maggio 2021 |                 |
| 6  | Feelings, Corruption and Taking a Stand      |                 | 2 giugno 2021  |                 |
| 7  | Promises, Promises                           |                 | 16 giugno 2021 |                 |
| 8  | Save The Best For Last                       |                 | 23 giugno 2021 |                 |